# Киренаики
Кирена́ики (Керинейская школа, греч. Σχολή της Κυρήνης) — представители греческой философской школы, основанной в IV в. до н. э., последователи Аристиппа из Кирены (от названия города образовалось именование школы).
Занимают промежуточное положение в истории философии между Сократом и Эпикуром.
Оригиналы текстов киренаиков не сохранились. Их взгляды и биографические сведения дошли до нас благодаря Диогену Лаэртскому и другим древним авторам, в частности Сексту Эмпирику, Цицерону и Плутарху. Стандартным источником сейчас считается подборка фрагментов, сделанная Г. Джаннантони, в составе сборника «Фрагменты Сократа и сократиков».
Киренаики поняли этические аспекты учения Сократа так же односторонне и доводя до крайности, как и киники, но противоположным способом: противопоставили себя аскетизму и заявили высшей ценностью жизни наслаждение. Такая позиция называется гедонизмом.
Помимо Сократа, на учение киренаиков повлияли воззрения Протагора и Демокрита. Эпикур же, как сам учитывал мнение киренаиков, так и оказывал влияние на представителей этой школы. Сократики и платоники критиковали киренаиков. Так, у Диогена Лаэртского упоминаются диалоги «Аристипп или Каллий» Стильпона (Diog. Laert. II 120), и «Аристипп Киренский» Спевсиппа (Ibid. IV 4).
Диоген Лаэртский писал, что среди киренаиков было четыре течения, что косвенно указывает на достаточное количество последователей и интерес к учению. Однако уже к середине III века до н. э. школа по сути прекратила существование. Не сохранилось никаких упоминаний о том, чтобы у Гегесия и Анникерида были ученики или последователи. У Феодора был единственный ученик — Бион Борисфенит, однако он не придерживался взглядов учителя и был эклектиком, добавляя к взглядам киренаиков элементы софистов и даже киников.
Философы не отвергли взгляды киренаиков — дело в том, что сами киренаики породили эпикуреизм, который стал распространённым и уважаемым учением. Переход был настолько плавным, что Диоген Лаэртский даже обвинял Эпикура в плагиате Аристиппа (Diog. Laert. X 4). Однако Эпикур расширил взгляды киренаиков, добавив к наслаждению от действий наслаждение от отсутствия страданий, а также указывал на связь с телесным любого психического переживания (оно невозможно без тела).
Таким образом, идеи киреинаиков были не отброшены, а развиты, и, образно говоря, растворились в более проработанном и универсальном учении Эпикура. То есть киренаики естественным образом развились до эпикурейцев.
Киренаиков в древности критики часто смешивали с софистами, упрекая в стремлении к конъюнктурной выгоде любой ценой. Наиболее напряжёнными были отношения с киниками, существовал даже расхожий сюжет диалога о споре представителей обеих школ, в котором у разных авторов менялись имена участников. Если упрощённо, то киники обвиняли киренаиков в том, что они не хотят довольствоваться малым в гармонии с природой и стремятся к наслаждениям, а те, в свою очередь, заявляли, что учение киников предназначено для оправдания их лени и нежелания иметь дело с людьми. Интересно, что обе школы при этом сходились по многим вопросам: считали науки излишними, критиковали общественные устои, выступали за индивидуальную свободу, против религии и суеверий. Но в этом нет ничего удивительного, так как основатели обоих школ (Аристипп — школы киренаиков, а Антисфен — киников) оба были учениками Сократа.
Учение киренаиков, не сохранившись в оригиналах, пересказывалось, что неизбежно упрощало ход мыслей и добавляло предвзятости. Постепенно сформировалось мнение о киренаиках как о вульгарных гедонистах. Это искажение пошло ещё с Цицерона, который упоминал их (причём вместе с эпикурейцами!) как философов, которые считают наслаждение целью жизни, и отличаются лишь тем, что киренаики признают лишь телесные наслаждения: «Аристипп думает только о теле, как будто бы у нас вообще нет души» (Cicero. Acad. II 45. 139), и отношением к страданиям: последователи Эпикура ценят отсутствие страданий, а последователи Аристиппа готовы страдать ради наслаждений.
Также Цицерон обвинял киренаиков в принципиальном пренебрежении рациональными и моральными аргументами, что делало жизнь по сути бессмысленной: «Они не понимали, что… человек… рождается для двух вещей: мышления и действия, как своего рода смертное божество; наоборот, они утверждали, что это божественное существо, подобно некоему ленивому и неповоротливому скоту, рождается для того, чтобы есть и наслаждаться порождением себе подобных». В дальнейшем это восприятие Цицерона было некритически заимствовано христианскими историками и стало общепризнанным. Первые попытки разобраться в теме относятся уже к XIX веку.

## Представители
Основатель школы Аристипп был учеником Сократа, хотя и не совсем последовательным, поскольку ценил наслаждения больше добродетели. Аристипп обучался философии в Афинах, а затем жил при дворе сиракузского тирана Дионисия.
Ученицей Аристиппа была его дочь Арета Киренская, Антипатр и некий Эфиоп из Птолемаиды (в русском переводе Диогена Лаэртского написано — Эфион). Это — явно вымышленная личность, поскольку Птолемаида возникла уже после смерти Аристиппа.
Учеником Антипатра был Эпитимид из Кирены, который учил Паребата, а тот — Гегесия и Анникерида, основавших свои направления внутри школы (Diog. Laert. II 86).
Учеником Ареты был её сын Аристипп Младший, получивший поэтому прозвище «ученик матери» (Μητροδίδακτος), у которого, согласно Диогену, учился Феодор Безбожник. Однако сам Диоген указывает, что Антисфен в «Преемствах философов» упоминает другой вариант: Феодор учился у Анникерида (Diog. Laert. II 98).
К киренаикам к концу жизни перешёл из стоиков Дионисий Гераклейский, получивший в связи с этим прозвище Дионисий Ренегат (или Перебежчик).
Также сохранилось свидетельство о некоем киренском философе Аристоксене, который, «следуя философии своей родины», был настолько расточителен, что даже поливал зелень в саду вином с мёдом, а также существовал рецепт приготовления окорока, который назывался по его имени (Athen. Deipn. I 12).
Эдуард Целлер относил к киренаикам Эвгемера.

## Философия
Основатель философской школы, Аристипп, следовал Сократу в плане осознанного избегания формализации и систематизации учения. Свои взгляды он продвигал личным примером, а также наставлениями и притчами.
Он утверждал, что удовольствие есть благо, при этом оно ощущается именно в настоящем моменте. Счастье — это лишь сумма мгновений, во время которых человек испытывает удовольствие. При этом он не сводил удовольствие чисто к ощущениям, а учитывал фактор сознания, осмысления. Например, зрелище чьих-либо страданий обычно нас огорчает, но осмысленная картина страданий, качественно нарисованная, может принести эстетическое удовольствие.
Жизнь неизбежно содержит как удовольствие, так и страдание, поэтому следует не жалеть о прошлом, не заботиться о будущем и жить, наслаждаясь настоящим. При этом, чтобы не страдать, следует вырабатывать в себе уравновешенность, поддерживать умиротворённость, в обществе же проявлять благовоспитанность и гибкость поведения.
Учение Аристиппа — это скорее искусство наслаждаться моментом, а не быть счастливым. Если посмотреть ретроспективно, от эпикуреизма, то это будет «пред-эпикуреизм», ограниченный телесными ощущениями и настоящим временем. Можно сказать, что суть подхода киренаиков — не этика, а эстетика субъективного сенсуализма: главное — не познание вещей, а производимое ими впечатление. Киренаики считали, что внешний мир, вне сознания человека, существует — но уверенно говорить мы можем лишь о собственных субъективных ощущениях, на которых и надо сосредоточиться. При этом мы не знаем причин этих ощущений, поэтому не имеет смысла заниматься естествознанием.
Этика киренаиков как учение делилась на пять разделов:
1. о том, что надо предпочитать, а что — избегать;
2. о субъективных ощущениях и состояниях, «претерпеваниях» (τὰ πάθη);
3. о поступках;
4. физика в качестве обоснования причин;
5. логика в качестве обоснования достоверности.

Однако при этом киренаики нередко отрицали не только достоверность естествознания и даже логики, но и пользу этих дисциплин для счастливой жизни, поэтому два последних пункта — весьма условные. Тем не менее этика — это суммарно п.1 и п.5, и в любом случае любой полноценной философской позиции недопустимо игнорировать вопросы гносеологии и онтологии.
Киренаики указывали на то, что общими являются лишь именования вещей, а сами внутренние состояния людей — индивидуальны и непередаваемы. Человек достоверно знает лишь своё индивидуальное состояние (πάθος), оно не просто постижимо, но и непосредственно очевидно, и поэтому истинно.
Ход рассуждений прост и логичен: воспринимаемое нами ощущение не даёт нам ничего, кроме себя самого — поэтому лишь оно есть именно то, чем является. Только такие «претерпевания» (τὰ πάθη) обладают «собственной и неоспоримой очевидностью» (τὴν ἐνάργειαν οἰκείαν… κα ἀπερίσπαστον). Следовательно, лишь им и опирающимся непосредственно на них тезисам присуща «безошибочность» (τὸ ἀναμάρτητον). Внешняя же причина возникновения «претерпевания», вполне возможно, существует, но нам не является. (Sext. Adv. math. VII:194).
Центральный термин учения «претерпевание» (τὰ πάθη), специфичен и не имеет однозначного перевода. Даже Цицерон не смог перевести дословно: он использует объяснительное словосочетание «permotiones intimae», то есть «глубочайшие [внутренние] движения [души]» (Cicero. Acad. II 46. 142). В различных русских переводах использовались термины «аффекты» или «аффекции» (А. Ф. Лосев), «состояния души» или «страсти» (М. Л. Гаспаров), также «внутренние состояния», «восприятия», «ощущения». Наиболее тщательное изложение понимания термина принадлежит Сексту Эмпирику (Sext. Adv. math. VII 191—198), однако оно дано через терминологию скептиков и стоиков, то есть и в этом случае имеем пересказ с неизбежным искажением.
Согласно Сексту Эмпирику, претерпевания — это особый вид человеческих реакций, возникающих при соприкосновении органов чувств с чем-то, воздействующим на них извне. Киренаики, как и многие современные им философы, считали, что наши органы чувств подвергаются внешнему воздействию некими «актами движения» (κινήσεις). Это есть первичное претерпевание в широком смысле: в результате человек «некоторым образом чем-то внешним как-то подвигнут» — в самом общем виде. Претерпевание в узком смысле — это осознание первичного, материального претерпевания, формирование материально-ментального комплекса целостного ощущения (αἴσθησις).
Древнегреческий язык очень богат средствами выражения смыслов, чем и пользовались философы. В данном случае для описания своего видения они использовали пассивную форму личных глаголов. То есть правильно передать претерпевание можно не конструкцией «я вижу нечто белого цвета», а в виде «я обеляюсь» (λευκαίνομαι) или «я был обелён» (λευκαντικῶς διατεθῆναι), что подчёркивает ситуацию как «я только что испытал ощущение, ранее мне известное как ощущение белого цвета». Этим подчёркивалась связь претерпевания с предшествующим опытом, уже обработанным сознанием, и одновременно «убирался за рамки» воздействующий на чувства объект, поскольку невозможно сказать о нём что-либо достоверно: мы воспринимаем лишь ощущение от объекта, а не сам объект, его природу.
Хотя ощущение распознаётся и классифицируется сознанием, разум в принципе не имеет возможности познать суть вещей, он лишь интерпретирует претерпевания. Ощущения — это содержания единичных претерпеваний, в не объектов. Киренаики «сводят критерий [истины] к очевидности и претерпеваниям», исключая «обработку знанием» (Sext. Adv. math. VII 200). Однако их учение — не ранний феноменализм. Наличие внешнего мира и возможность его познания не отвергались, однако это будет не достоверное, несомненное знание, которым являются лишь претерпевания, а только условные, субъективные мнения, с которыми некоторые могут соглашаться, а другие — не соглашаться.
Подлинное же знание — это не теории, разрабатываемые разумом, а только результат личного и непосредственного соприкосновения с миром, который невозможно обобщить и передать другим, так как «каждый имеет только собственные претерпевания (πάθη ἔχειν ἴδια)» (Sext. Adv. math. VII 198). Одно и то же вызывает у разных людей различные претерпевания. Дальнейшие интерсубъективные обобщения — это лишь условная договорённость — полезная, но не истинная.
В онтологическом плане киренаики рассматривали человека как личность, постоянную во времени, которая может подчинить себе все многообразие претерпеваний и обладает присущими лишь ей свойствами, врождёнными и приобретёнными. В таком подходе заметно убеждение Сократа о пользе самопознания, которое у киренаиков развилось до восприятия его как высшего и истинного вида познавательной деятельности.
Если киники заявляли об упразднении теоретической науки, киренаики не были столь радикальны — с их точки зрения, такие науки были лишь бесполезны в плане истинного познания и обретения счастья. Однако в практических целях философ может использовать любые науки и даже развивать их, но главный вопрос — это всё же постижение «смысла блага и зла» (Diog. Laert. II 92), в чём ни естественнонаучные дисциплины, ни математика помочь не могут.
Эта позиция объясняет двойственность сведений разных авторов об отношении киренаиков к логике: одни пишут об отвержении, другие — о признании пользы. Соответственно, логика полезна в жизни, но не может претендовать на истинность.
Сами ощущения рассматривались результатом неких движений внешнего мира, поэтому киренаики считали благом лишь непосредственные удовольствия, но не отсутствие неудовольствия, как это позже стали делать эпикурейцы. Удовольствие они рассматривали как «мягкое» движение, а неприятное ощущение как «резкое». В обоих случаях имеется движением, и противоположностью будет неподвижность, а не другой вид движения.
Неприятие (также в отличие от эпикурейцев) не-физических, психологических удовольствий в плане обретения счастья берёт начало в лингвистике: слово «ἡδονή» («чувственное наслаждение») не имело никакого «психологического оттенка», поэтому (чувствуется влияние софистов) следует рассматривать исключительно физиологические удовольствия.
Однако известно, что Анникерид относил к удовольствиям дружбу, чувства гордости, уважения, благодарности и даже патриотизм. В связи с этим возникло предположение, что учение развивалось и стало разделять элементарные сильные удовольствия и сложные, которые складываются из многих слабых. Так, Аристипп Младший писал, что чувство (αἴσθησις) складывается из многих претерпеваний (πάθη).
Изначально киренаики считали, что мудрец должен быть чужд зависти, любви и суевериям — это лишь плоды воображения. Однако горе и страх появляются независимо от желания, естественным образом (Diog. Laert. II 91) — даже у мудреца. Проблему решил Анникерид, который указал, что требуется не слепо следовать привычкам, а вырабатывать в себе желаемые (Diog. Laert. II 96). Поэтому этом глупец страдает больше, чем мудрец — у глупца нет многих качеств, которые требуются для получения удовольствия и избегания страданий.
В дальнейшем на киренаиков, по-видимому, сильно подействовал кинизм, и от жизнелюбивого учения возникло восприятие мудреца-философа как эгоцентричного мизантропа, который принимает удовольствия такими, какие они есть, не считает себя чем-либо обязанным социуму, не считает нужным соблюдать приличия и мораль и т. д. Подобный эпатаж в дальнейшем развился до полного пессимизма: Гегесий считал, что счастье вообще невозможно, так как в мире много зла и огорчений. Поэтому, с его точки зрения, следует лишь избегать явных неудовольствий и не привередничать в плане источников получения наслаждения.
В практическом плане киренаики расходились во мнениях.
Анникерид не только ценил дружбу и др., но и считал, что мудро жить в согласии с обществом, признавать ценности такового и избегать антисоциального поведения, которое приносит страдания. По его мнению, следовало получать от жизни больше удовольствий, чем страданий, но иногда можно сознательно допустить страдание, если это приведёт к большему удовольствию или предотвратить большее страдание.
Однако были и гораздо более радикальные философы. Феодор и Гегесий отрицали общепринятые ценности как неистинные. Согласно Феодору, суть дружбы — выгода, и мудрец выше этого, а жертвовать собой ради отечества он не будет, потому что считает отечеством весь мир. Гегесий выражал равнодушие к отечеству и вообще заявлял, что мудрец ничто не должен делать для других. Феодор относился к смерти равнодушно, Гегесий же вообще считал её полезной для мудреца, ему принадлежит высказывание «жизнь — это выгода глупца». Философ был настолько радикален, что при невозможности наслаждаться рекомендовал совершить самоубийство и даже получил прозвище Πεισιθανατος (увещевающий умереть). При этом он был убедителен: известен случай, когда после его выступления в Александрии многие слушатели решили умереть от голодания.
Такой радикальный философ, как Феодор, высказывавшийся о том, что нет ничего запретного, разработал аргумент и против главного принципа школы. Он обратил внимание на то, что удовольствие само по себе не принадлежит человеку, оно «приходит» снаружи. Следовательно, если сделать наслаждение целью всей жизни, смысла у жизни самой по себе не будет. Поэтому благо возникает из понимания и заключается в весёлом, хорошем настроении, а зло возникает из глупости и выражается в плохом, грустном настроении. Надо стремиться не к отдельным моментам получения удовольствия, а к ровному и хорошему постоянному настроению.

Киренаики считали, что стремление к наслаждению — природное и естественное:
«Доказательство того, что наслаждение есть цель, заключается в том факте, что мы, начиная с детства, непроизвольно привыкаем к нему, и что, когда оно случится, мы ни к чему другому не стремимся, и что мы ничего не стараемся так избегать, как его противоположности, страдания».
Характерной чертой философии киренаиков было неразличение удовольствий по виду: все наслаждения — это благо и при этом обладают одинаковой ценностью (Diog. Laert. II 87), отличаясь лишь по интенсивности их переживания. Из этого логично следует вывод: не следует искать каких-либо удовольствий, недоступных в настоящее время, следует наслаждаться доступными. Однако при этом киренаики считали, что один человек страдает больше другого (Diog. Laert. II 93).
Важнейшим качеством для философа киренаики считали способность суждения (φρόνησις), то есть умение разбираться в обстоятельствах окружающей действительности. Благодаря этому мудрец мог действовать так, чтобы уменьшить количество страданий, а удовольствия сделать по возможности непрерывными. Внутреннюю и личную свободу киренаики видели именно как следствие такой рассудительности: если все поступки направлены на получение наслаждения именно как высшей цели, то дух такого человека «всегда наполнен наслаждениями, что бы на него ни действовало». По сути — это и есть ответ на обвинение, которое выдвигали ещё современники философов: суть их учения не в том, чтобы впасть в зависимость от наслаждений, а в том, чтобы властвовать над ними: не отказываться от возможности получить удовольствие, но при этом организовывать этот процесс: подчинять вещи, а не подчиняться им.

Наслаждение у киренаиков — это именно философский принцип; они свободны в своих наслаждениях и именно свобода проявляется через наслаждение. А. С. Богомолов то же самое сформулировал иначе: «удовольствие может быть целью лишь для безразличного к нему». Также см. у А. Ф. Лосева:
«Таким образом, принцип киренаиков заключался не просто в наслаждении, но в свободе духа, который всегда наполнен наслаждениями, что бы на него ни действовало, независимо от внутреннего самонаслаждения духа от каких бы то ни было внешних влияний».
Такое понимание гедонизма киренаиками очень напоминает рационалистический эвдемонизм, описанный Платоном диалоге «Протагор» от лица Сократа (Plat. Prot. 351b-358d): «Жить приятно — благо, жить неприятно — зло». В оригинале этот тезис звучит ещё более гедонистически: «ἡδέως / ἀηδῶς», то есть «в наслаждении / не наслаждаясь», то есть речь идёт не о только о «неприятно», но и о «нейтрально». Далее в диалоге продвигается идея знания как средства контроля наслаждений. Владимир Соловьёв был настолько поражён сходством смыслов, что даже усомнился в подлинности диалога — не является ли изначальным автором Аристипп?
Такое мнение экзотично, авторство «Диалогов» известно, но вопрос остаётся. Имеется два основные версии объяснения такого сходства.
Первый вариант: Сократ всё же был гедонистом, но умеренным и осмысленным: знание «всегда и во всем пересиливает и удовольствия, и все прочее» (Plat. Prot. 357c), то есть придерживался позиции «жить надо для удовольствия», но при этом разделял виды удовольствий и считал очень важным приобретение знаний. Проще говоря, если киренаики считали основным благом переживание любых удовольствий, то Сократ считал, что для получения удовольствия требуется познание блага как такового.
Второй вариант: Сократ не был гедонистом ни в каком смысле. Это же Платон приписывает ему такие слова, причём именно для того, чтобы в диалоге доказать софистам наличие ценности знания. Косвенно это подтверждается в других диалогах, например, в «Горгит» Сократ считает, что «…благу следует подчинить всё остальное, в том числе и удовольствия (τὰ ἡδέα), но никак не благо — удовольствиям» (Plat. Gorg. 500a).
В любом случае такое смешение мнений указывает на важную роль киренаиков в вопросе этического статуса наслаждения в философской среде того времени, проблема интересовала не только их, но и сократиков и софистов.
По вопросу добродетели мнения киренаиков и эпикурейцев отличаются. Если у Эпикура добродетели происходят от разума, то киренаики считают разумение инструментом ограничения от перехода добротелей в избыточность, могущую нанести вред. При этом указывается, что даже неразумные люди могут обладать некоторыми доброделями (Diog. Laert. II 91) — вероятно, это антитеза Платону, который утверждал происхождение добродетелей от мудрости. Вопрос обретения добродетели с т.з. киренаиков нам известен по единственному упоминанию у Диогена Лаэрсткого в этом же фрагменте: приобретению добродетели способствуют физические упражнения.
По сути киренаики развили учение до появления концепции разумного эгоизма: «разумный человек воздерживается от дурных поступков, избегая наказания и дурной славы» (Diog. Laert. II 93). То есть речь идёт именно о способности здравого суждения: если совершить приятный, но неодобряемый обществом поступок, то последствия могут быть очень неприятными. Таким образом, одно и то же действие может расцениваться философски как добродетельное, если приводит к удовольствию без последствий, и этически порочное, если влечёт за собой страдания и/или невозможность (уменьшение) наслаждений.
Некоторые исследователи указывали на сходство философии киренаиков и отношения к страданию в буддизме. Конечно, буддисты не стремятся к удовольствиям, но и киренаики — вовсе не неразумные гедонисты, они призывают получать удовольствие от текущего момента и доступных действий, быть счастливым и избегать страданий — сходство явно имеется, как и в восприятии мира «как есть», без социальных «фильтров» восприятия.
По мнению Джулии Аннас, утилитаризм, который разработал английский философ-моралист Иеремия Бентам, имеет сходство с учением киренаиков: мудрец логически должен воздерживаться от того, что является неправильным. Главное отличие в том, что гедонисты-киренаики не выходили на социальный уровень в своей теории — они говорили, как должно понимать мир философу и жить в нём. Утилитаризм же обращает внимание именно на устройство социума и заявляет, что общество должно быть организовано таким образом, чтобы люди испытывали как можно меньше страданий и больше удовольствий.
Во времена поздних киренаиков царь Магас Киренский, как и царь Египта Птолемей II Филадельфский, принимали буддийских миссионеров, присланных из Индии царём Ашокой. Таким образом, сходство в отношении к страданиям может быть не случайным: именно в то время Гегесий учит о невозможности достижения счастья, так как жизнь неизбежно содержит страдания.
Доксография как метод признаётся не всеми исследователями, и, по их мнению, Аристипп действительно был учеником Сократа, но при этом остался софистом и использовали софистические приёмы для оправдания и рекламирования своего образа жизни. Философская же концепция киренаиков была разработана не им лично, а его последователями, для которых он был идеализированным примером поведения. С этой т.з. Аристиппа некорректно считать основателем школы.
Большинство же историков философии доверяют доксографической традиции. В этом случае учение киренаиков, очевидно, частично совпадает с позицией Сократа, частично же Аристипп вёл с сократиками косвенную дискуссию. При этом сохранившиеся источники чётко указывают, что именно Аристипп основал школу и разработал учение, которое затем лишь уточнялось и развивалось (иногда доходя до крайностей) его учениками и последователями. Эту точку зрения убедительно обосновал историк философии К. Дёринг. Он указывает, что совокупность источников не даёт никаких оснований противопоставлять Аристиппа и других киренаиков, все подобные попытки выделить «первоначальное» и «позднее» учения — лишь искусственные натяжки.
Что же касается совпадений с Сократом, то его личные воззрения известны исключительно из вторичных источников. При этом Аристипп заявлял, что «пришёл к Сократу, поскольку нуждался в мудрости» (Diog. Laert. 77-78) и открыто называл его своим учителем (Diog. Laert. II 80). Но не в плане догматики, а именно как изобретателя методов философских рассуждений и понимания задач философии. Как и Сократ, Аристипп считал, что надо прежде всего познать самого себя, затем сформулировать правильное представление о благе, которое и применять на практике. Такое понимание единства теории и практики — по всей видимости, именно от Сократа. Но, используя этот метод, Аристипп пришёл к учению, которое отличается как от мнения самого Сократа, так и его последователей.
Поскольку многие ученики развивали учение в своём направлении, к окончанию существования школы образовалось четыре группы философов:
1. последователи Аристиппа Старшего, его дочери и Аристиппа Младшего;
2. последователи Гегесия (῾Ηγησιακοί);
3. последователи Анникерида (᾿Αννικέρειοι);
4. последователи Феодора (Θεοδώρειοι).

Секст Эмпирик называет киренаиками именно первых, между тем как остальные у него «киренцы» (οἱ ἀπὸ τῆς Κυρήνης), то есть имеющие происхождение из Кирен в широком смысле. Сведений об известности этих направлений не сохранилось, лишь краткое изложение воззрений и отрывочные сведения из жизни философов.

## Религиозные взгляды киренаиков
И без того немногочисленные сохранившиеся данные содержат лишь немногочисленные упоминания мнения киренаиков о религии. Возможно, они вообще не выделяли религию как отдельный от культуры феномен. Диоген Лаэртский упоминает, что киренаики считали, что они познали смысл блага и зла, отождествив их с наслаждением и страданием, поэтому не нуждаются в иных смыслах и тем самым избавлены от суеверий (Diog. Laert. II 91). При этом использовано слово «δεισιδαιμονίαι», которое также можно перевести как «страх перед богами». Способность к самостоятельному суждению также даёт возможность человеку жить согласно своим представлениям об удовольствии, а не ждать милостей от богов. Кроме того, мудрец «освобождается от страха смерти» (Diog. Laert. II 92). Здесь важен философский принцип стремления к наслаждению каждым моментом жизни — в таком случае счастье имманентно, а смерть — это просто прекращение существования, а не страдание. Поэтому «жизнь и смерть одинаково предпочтительны» (Diog. Laert. II 94). Как следствие, религия, которая спасает большинство от страха перед смертью, становится ненужной. У киренаиков просто нет никакой потребности в неких богах, их учение — о самодостаточности.
Такое отношение означало, что сами киренаики не подвержены влиянию религии, но и обращать какое-либо особое внимание на богов не имеет смысла. Но если это приносит удовольствие, то это уже другое дело — и киренаик Феодор остался в истории под прозвищем Безбожника. Он «совершенно отвергал все мнения о богах» (Diog. Laert. II 97) и откровенно насмехался не только над религией, но и над жрецами (Diog. Laert. II 101).
Киренаики были атеистами-скептиками: они не верили в отсутствие богов, но указывали на невозможность приобрести истинное знание об их существовании. Важно: речь по сути идёт не об отрицании каких-либо форм проявления религии, но именно о религии как таковой, о возможности каким-либо определённых отношений между людьми и богами. В отличие от агностицизма, такая позиция не предполагает варианта «существование богов неизвестно, поэтому можно как не верить в них, так и верить».
Христианские авторы обычно вспоминали именно Феодора и по сути не замечали других киренаиков, при этом сколь-либо значимого обсуждения не было. Самое полное мнение — это небольшой отрывок у «Феодор, прозванный безбожником, утверждал, что все рассуждения о боге являются пустословием, поскольку он думал, что божества нет, и потому убеждал всех красть, нарушать клятву, грабить других и не умирать за отечество». Но и это критика с моральной, а не философской точки зрения.
Особое мнение было у Климента Александрийского, полагавшего, что древнегреческий атеизм был положительным явлением, так как действовал против язычества: «Мне удивительно, каким образом… того киренца (имя его Теодор) и многих других… разглядевших лучше остальных касающееся богов заблуждение, назвали безбожниками. Ведь хотя они и не постигли истину, но предположили ошибку. Этот проблеск разума… из него может вырасти истина».
Эвгемер из Мессены не был киренаиком, но его мысли очень близки к их учению, поэтому его обычно упоминают в плане вопроса отношения киренаиков к религии. Боги по учению Эвгемера суть обожествлённые правители древности (эвгемеризм). Секст Эмпирик так упомянул Эвгемера: «Когда жизнь людей была неустроена, то те, кто превосходил других силою и разумом, так что они принуждали всех повиноваться их приказаниям, стараясь достигнуть в отношении себя большего поклонения и почитания, сочинили, будто они владеют некоторой изобильной божественной силою, почему многими и были сочтены за богов».